# Брахіграфія
Брахеграфія — загальна назва усіх систем скороченого письма.
Брахеграфія означає який-небудь скорочений тип простого письма (наприклад абревіатурного).
Слово вперше використав англійський вчений Пітер Бейлс для назви шифрового скорочення письма для дипломатичної служби, що він винайшов. На початку ХХ століття термін почав розповсюджуватись в палеографії.